# Nazionale maschile under 18 di baseball della Spagna
La nazionale maschile under 18 di baseball spagnola rappresenta la Spagna nelle competizioni internazionali di età non superiore ai diciotto anni.

## Piazzamenti

### Europei
- 1974 :  3°
- 1976 :  3°